# American Diver
Die American Diver oder Pioneer II war das zweite Kleinst-U-Boot, das von Horace Lawson Hunley konstruiert wurde. Nachdem Horace Lawson Hunley, Baxter Watson und James McClintock ihr erstes U-Boot Pioneer während des Sezessionskriegs in New Orleans versenkt hatten, damit es den Nordstaaten nicht in die Hände fallen konnte, planten sie in Mobile, ein neues U-Boot zu bauen.
Da Admiral Franklin Buchanan keine Hoffnung in U-Boote setzte, brauchte man von der Confederate States Navy keine Unterstützung erwarten. Major General Dabney Herndon Maury der Confederate States Army erteilte jedoch die Genehmigung zum Bau eines U-Boots und man erhielt Zugang zur Bauwerft Park & Lyons Machine Shop und die Unterstützung durch den Ingenieur Lieutenant William Alexander.
Schon im Mai 1862 begann man mit dem Bau der American Diver. Das U-Boot war 10,97 m lang, hatte eine Breite von 0,91 m und einen Tiefgang von 1,22 m. In Bug und Heck, die 3,66 m lang waren und spitz zusammen liefen, waren jeweils ein Wassertank für die Regulierung der Tauchtiefe und ein Druckluftbehälter zur Versorgung mit Atemluft untergebracht. Mit einer Handpumpe konnte der Wassertank gefüllt oder geleert werden. Man plante, das U-Boot mit einem Elektromotor anzutreiben. Da es unmöglich war, einen entsprechenden Motor aus New York, das sich in der Hand der Nordstaaten befand, zu kaufen, baute man den Elektromotor selbst. Als man Anfang Februar 1863 einen ersten Testangriff auf ein Schiff der Unionisten vor Mobile durchführte, zeigte sich, dass die Leistung des Motors nicht ausreichte. Bis man die 10 km vor der Küste kreuzenden Blockadeschiffe erreichte, hatten diese sich schon weit entfernt. Auch Versuche mit einer kleinen Dampfmaschine blieben erfolglos.
Aus diesem Grund installierte man eine Handkurbel, die von vier Männern bedient wurde, um den Propeller anzutreiben. Am 14. Februar 1863 stattete man die American Diver mit einer Seemine aus, schleppte sie zu Fort Morgan und startete einen erneuten Angriff auf ein feindliches Schiff. Es zog jedoch ein Unwetter auf, in dem das U-Boot sank. Die Besatzung konnte jedoch gerettet werden.